# Polysyncraton lacazei
Polysyncraton lacazei är en sjöpungsart som först beskrevs av Giard 1872.  Polysyncraton lacazei ingår i släktet Polysyncraton och familjen Didemnidae. Inga underarter finns listade i Catalogue of Life.